# Пєхова Поліна Сергіївна
Пєхова Поліна Сергіївна (нар. 21 березня 1992) — колишня білоруська тенісистка.
Найвищу одиночну позицію світового рейтингу — 287 місце досягла 23 липня 2012, парну — 136 місце — 22 жовтня 2012 року.
Здобула 1 парний титул.

## Фінали турнірів WTA

### Парний розряд: 1 (титул)
| Перемога — Легенда    |
| --------------------- |
| Великий Шлем          |
| Premier M & Premier 5 |
| Premier               |
| International (1–0)   |

| Фінали за покриттям |
| ------------------- |
| Тверде (1–0)        |
| Трава (0–0)         |
| Ґрунт (0–0)         |
| Килим (0–0)         |

| Результат | Дата     | Турнір                    | Покриття | Партнерка  | Суперниці                    | Рахунок   |
| --------- | -------- | ------------------------- | -------- | ---------- | ---------------------------- | --------- |
| Перемога  | Вер 2012 | Tashkent Open, Узбекистан | Тверде   | Паула Каня | Анна Чакветадзе Весна Долонц | 6–2, ret. |

## Фінали ITF
| турніри $25,000 |
| турніри $15,000 |
| турніри $10,000 |

### Одиночний розряд: 1 (0–1)
| Результат | Ранг | Дата     | Турнір                | Покриття | Суперниця   | Рахунок  |
| --------- | ---- | -------- | --------------------- | -------- | ----------- | -------- |
| Поразка   | 1.   | Тра 2010 | ITF Флоренція, Італія | Ґрунт    | Ліана Унгур | 3–6, 5–7 |

### Парний розряд: 9 (6–3)
| Результат | Ранг | Дата     | Турнір                  | Покриття   | Партнерка          | Суперниці                            | Рахунок          |
| --------- | ---- | -------- | ----------------------- | ---------- | ------------------ | ------------------------------------ | ---------------- |
| Поразка   | 1.   | Тра 2010 | ITF Флоренція, Італія   | Ґрунт      | Лу Цзінцзін        | Марет Ані Юлія Шруфф                 | 3–6, 4–6         |
| Перемога  | 1.   | Лис 2010 | ITF Ополе, Польща       | Килим (i)  | Оксана Калашникова | Паула Каня Магда Лінетт              | 6–3, 6–4         |
| Перемога  | 2.   | Тра 2012 | ITF Москва, Росія       | Тверде (i) | Паула Каня         | Тетяна Котельникова Лідія Морозова   | 6–4, 3–6, [10–7] |
| Перемога  | 3.   | Чер 2013 | ITF Карші, Узбекистан   | Тверде     | Маргарита Гаспарян | Вероніка Капшай Теодора Мирчич       | 6–2, 6–1         |
| Перемога  | 4.   | Вер 2013 | ITF Фергана, Узбекистан | Тверде     | Людмила Кіченок    | Міхаела Гончова Вероніка Капшай      | 6–4, 6–2         |
| Поразка   | 2.   | Сер 2014 | ITF Астана, Казахстан   | Тверде     | Світлана Пироженко | Поліна Монова Катерина Яшина         | 3–6, 2–6         |
| Перемога  | 5.   | Жов 2014 | ITF Шимкент, Казахстан  | Ґрунт      | Альбіна Хабібуліна | Ксенія Палкіна Олександра Гринчишина | w/o              |
| Поразка   | 3.   | Жов 2014 | ITF Шимкент, Казахстан  | Ґрунт      | Дарія Лодікова     | Альбіна Хабібуліна Катерина Клюєва   | 4–6, 4–6         |
| Перемога  | 6.   | Лип 2017 | ITF Телаві, Грузія      | Ґрунт      | Марія Солнишкіна   | Маріам Болквадзе Екатеріне Горгодзе  | 6–2, 1–6, [10–7] |